# تشیلتس
تشیلتس (به چکی: Čilec) یک منطقهٔ مسکونی در جمهوری چک است که در ناحیه نیمبورک واقع شده‌است. تشیلتس ۴٬۶ کیلومتر مربع مساحت و ۲۲۴ نفر جمعیت دارد و ۱۹۶ متر بالاتر از سطح دریا واقع شده‌است.